# Majalatti, Chikodi
Majalatti là một làng thuộc tehsil Chikodi, huyện Belgaum, bang Karnataka, Ấn Độ.